# Mémoire année zéro
 (janvier 2024).
- Si vous ne connaissez pas le sujet, laissez ce bandeau (vous pouvez alors contacter les auteurs).
- Si vous supprimez le contenu mis en cause (vous pouvez préalablement contacter les auteurs),

argumentez précisément cette suppression dans la page de discussion
(un manque de référence n'est pas un argument ; une recherche réelle de référence doit avoir été effectuée, être formellement documentée).
 (janvier 2024).
Mémoire année zéro est un livre d’Emmanuel Hoog paru en 2009 aux éditions du Seuil. 
Dans cet essai, le président de l’INA analyse la mutation du concept de mémoire à l’heure des nouvelles technologies numériques. 
Lors de la 19e journée du livre politique le 10 avril 2010, l'ouvrage a été récompensé par le Prix des députés,.

## Résumé
Emmanuel Hoog commence par s’interroger sur ce qu’il considère être une crise de notre mémoire collective. Selon lui, le « roman national » qui assurait la cohésion de la société française depuis le XIXe siècle est en train de disparaître au profit d’une « privatisation de la mémoire » collective favorisant le repli sur soi et les réflexes identitaires. À mesure que la notion de patrimoine s’élargit pour englober progressivement n’importe quel témoignage du passé, nous entrons dans une nouvelle religion où « chacun peut s’autoproclamer grand-prêtre de sa propre mémoire. »
Pour l’auteur, cette confusion est amplifiée par l’irruption des nouvelles technologies : les outils numériques sont à l’origine d’une véritable « inflation mémorielle », dans la mesure où ils permettent de stocker indéfiniment un nombre croissant de données, tout en les partageant via Internet. Cette profusion de mémoire sans hiérarchie est selon lui à l’origine d’une perte de repères.
Dans les derniers chapitres, Emmanuel Hoog propose quelques pistes pour sortir de cette crise : il faut « civiliser cette nouvelle mémoire numérique, en lui donnant des repères et en trouvant un juste équilibre entre sauvegarde et oubli. » Cela suppose de garantir pour chacun un véritable « droit à l’oubli », d’organiser un dépôt légal du Web, mais aussi de réhabiliter l’intervention de la puissance publique pour mieux réguler Internet et inventer une politique culturelle ambitieuse.